# Campo de Víboras
Campo de Víboras ist ein Ort und eine ehemalige Gemeinde (Freguesia) im portugiesischen Kreis Vimioso. Die Gemeinde hatte 155 Einwohner (Stand 30. Juni 2011).
Am 29. September 2013 wurden die Gemeinden Campo de Víboras, Uva und Algoso zur neuen Gemeinde União das Freguesias de Algoso, Campo de Víboras e Uva zusammengeschlossen.